# Jim Dennison
James „Jim“ Dennison (* 1. Quartal 1879 in Fleetwood; † 1924) war ein englischer Fußballspieler.

## Karriere
Der Mittelstürmer spielte für den in Sale beheimateten Klub Sale Holmfield, mit dem er in der Manchester League antrat. Im April 1903 führte er den Klub als Mannschaftskapitän zum Gewinn des Cheshire Senior Cups (2:0-Finalsieg über Winsford United). Im Anschluss an die Partie wurde das Team von einer begeisterten Menschenmenge in Sale empfangen und auf einer Wagonette, begleitet von einer Band und zahlreichen Unterstützern, durch die Straßen zu weiteren Feierlichkeiten in ein Hotel gefahren. Zwei Wochen später spielte er als Testspieler im Reserveteam von Manchester City vor, und wurde zur Saison 1903/04 verpflichtet.
In den folgenden drei Jahren war Dennison Stammspieler in der Reserve, für die er 28 Tore in 44 Einsätzen erzielte. Die Mittelstürmerposition in der ersten Mannschaft war weitestgehend durch Billie Gillespie besetzt, lediglich am 12. März 1904 kam er in der Erstligapartie gegen die Blackburn Rovers zum Einsatz. Bei dem 5:2-Erfolg bildete er mit Billy Meredith, Geordie Livingstone, Sandy Turnbull und Frank Booth die Angriffsreihe und erzielte zwei Tore. Im Sommer 1906 war er ursprünglich auf die Transferliste gesetzt worden, wurde aber wenig später, ebenso wie sechs Mannschaftskollegen, doch noch weiterverpflichtet. Ursächlich hierfür war ein Skandal um illegale Zahlung des Vereins mit Starstürmer Meredith im Zentrum der Affäre, wonach 17 Spieler und zahlreiche Vereinsfunktionäre gesperrt wurden. Dennison trat in der Saisonvorbereitung in einem traditionellen internen Testspiel in Erscheinung, musste wenig später aber in einer Partie der Lancashire Combination gegen die Reserve des FC Everton verletzt das Spielfeld verlassen und war dann lange Zeit mit Knieproblemen außer Gefecht, eine letzte Meldung über sein bevorstehendes Comeback findet sich im April 1907.